# Івановка (Шелаболіхинський район)
Іва́новка (рос. Ивановка) — село (колишнє селище) у складі Шелаболіхинського району Алтайського краю, Росія. Входить до складу Верх-Кучуцької сільської ради.

## Населення
Населення — 280 осіб (2010; 363 у 2002).
Національний склад (станом на 2002 рік):
- росіяни — 98 %